# Orona
Oronaön eller Oronaatollen (tidigare Hull) är en ö i Polynesien som tillhör Kiribati i Stilla havet.

## Geografi
Oronaön är den näst största ön bland Phoenixöarna och ligger cirka 1 800 kilometer sydöst om huvudön Tarawa och ca 500 kilometer norr om Tokelau. Dess geografiska koordinater är 4°30′ S och 172°10′ V.
Den obebodda ön är en korallatoll och har en areal om ca 30 km² med en landmassa på ca 3,9 km². Atollen omsluter en lagun om ca 30 km² och består av en rad öar och mindre motus (småöar). Den högsta höjden är på endast några m ö.h.
Ön är en betydande boplats för en rad sjöfåglar och havssköldpaddor.

## Historia
Det är oklart när ön upptäcktes men den namngavs Hull Island den 26 augusti 1840 av amerikanske kapten Charles Wilkes på fartyget USS Vincennes för att hedra den nyligen avlidne amerikanske marinofficeren Isaac Hull. 
Den 12 januari 1916 blev ön tillsammans med övriga öar inom Phoenixöarna ett eget förvaltningsområde inom det brittiska British Western Pacific Territories (Brittiska Västra Stillahavsterritoriet).
Den 18 mars 1937 införlivades alla Phoenixöarna i den brittiska kolonin Gilbert och Elliceöarna.
Ön besöktes under sena 1930-talet av en sökexpedition efter Amelia Earhart som försvann spårlöst den 2 juni 1937.
När ön upptäcktes och kartlades i mitten av 1800-talet var den obebodd men arkeologiiska fynd vittnar om att den periodvis varit bebodd av den polynesiska ursprungsbefolkningen. I modern tid har ön varit befolkad i omgångar. Mellan 1938 och 1963 ingick Orona tillsammans med grannöarna Manraön och Nikumaroroön i det s.k. Phoenix Islands Settlement Scheme, ett försök att flytta en del av befolkningen på de överbefolkade Gilbertöarna till de i stort sett obefolkade Phoenixöarna. Ön hade under den här tiden som allra mest en bofast befolkning på omkring 560 invånare som främst levde på småskaligt fiske och odling av kopra. De allra flesta av öns dåvarande invånare bodde då i den numera övergivna huvudorten Arariki på den västra delen av ön. "Phoenix Islands Settlement Scheme lades slutligen ner 1963 eftersom det visat sig vara svårt att förmå öarna att uppnå självförsörjning. Samma år evakuerades öns befolkning, Orona blev därmed obebodd.
1979 införlivades Phoenixöarna i den nya nationen Kiribati.
2001-2004 hade ön återigen en bofast befolkning som levde på småskaligt fiske. Den nya bosättningen lyckades dock aldrig uppnå självförsörjning, utan invånarna var tvungna att få nästan alla sina förnödenheter inskeppade till sig från Gilbertöarna. Bosättningen övergavs 2004 och ön är sedan dess obebodd.